# Aitziber Alonso
Aitziber Alonso Pikabea (San Sebastián, 1971) es ilustradora de libros infantiles y juveniles. Estudió Bellas Artes en la Universidad del País Vasco, especializándose en la rama de pintura. Realizó estudios de grabado y litografía en la Escuela de Arte de Deva y Arteleku, respectivamente. Ha profundizado en fotografía, litografía y multimedia.

## Trayectoria profesional
Terminó Bellas Artes en la Universidad del País Vasco en 1994. Su primer trabajo consistió en realizar una colección de postales naif sobre San Sebastián, labor que desarrolló junto a otras dos compañeras. Durante unos años trabajó en Arteleku (centro de arte creado por la Diputación Foral de Guipúzcoa en 1987 y que finalizó su actividad en 2014).
En 1997, realizó un taller de encuadernación en Xenpelar (Taller municipal de artes plásticas de Renteria), con el que se inició en el mundo de la ilustración. Se fue consolidando como ilustradora con cursos de serigrafía en Arteleku y de ilustración de moda en el Museo Balenciaga. Posteriormente, compaginó su labor de ilustradora con la colaboración en la asociación Galtzagorri Elkartea. Esta asociación de Literatura Infantil y Juvenil en lengua vasca es además la sección vasca de la OEPLI. Presidió Galtzagorri entre 2011 y 2014 y organizó, junto a Itziar Zubizarreta, sus salones literarios. Además forma parte del jurado de los premios Etxepare sariak  al álbum ilustrado, coordina desde 2009 Marrazioak, talleres para la formación de ilustradores, y colabora con el escritor Patxi Zubizarreta en la revista para niños y niñas Irria.
Mientras estudiaba Bellas Artes, en la especialidad de pintura, no sabía que quería ser ilustradora. Al terminar, se dio cuenta de que sus dibujos siempre habían tenido un toque de ilustración, pues cada dibujo contaba una historia. Sus influencias vienen de la pintura: Gustave Klimt, Alfons Mucha y Aubrey Beardsley. Artistas en los que destaca el romanticismo, el erotismo y las imágenes llenas de detalles.En sus recuerdos de infancia tienen un peso especial los ilustradores Asun Balzola y Antton Olariaga.

## Técnica de ilustración

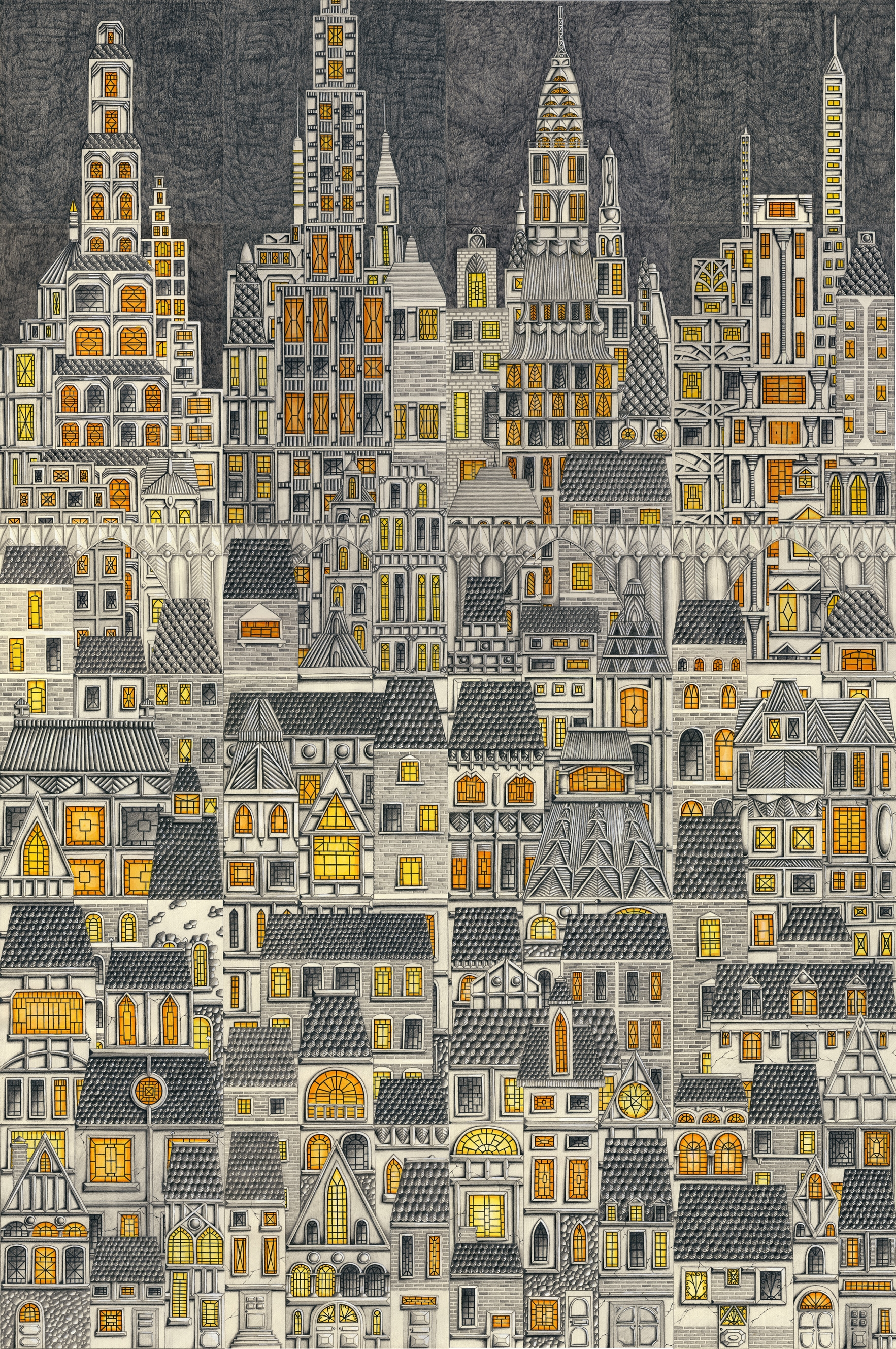
Ilustración de Aitziber Alonso.

Según reconoce la propia ilustradora, tiene un estilo barroco, con muchos elementos en sus ilustraciones. Trabaja de manera tradicional, fundamentalmente con el lápiz y las pinturas, mientras que el ordenador lo emplea en pocas ocasiones. Aunque sus ilustraciones siguen habitualmente un estilo determinado, en ocasiones lo cambia. Un ejemplo de ello es la narración titulada Errepidea. Para esta historia ha dibujado los pájaros de modo realista, mientras que el resto de las ilustraciones mantienen el estilo habitual de Alonso, a medio camino entre el realismo y la iconografía, recurriendo a una representación que favorece la comunicación.

## Obra
Aitziber Alonso ha ilustrado numerosos libros de literatura infantil y juvenil, la mayoría en euskera.
En castellano:
- La carretera. Miren Agur Meabe (Erein, 2012)
- Yo también quisiera un mango. Miren Juaristi (Cenlit, 2015)

En euskera:
- Argisentiko ipuinak. Jose Maria Satrustegi (Ibaizabal, 2002).
- Oihan txikiko mamuak. Jose Maria Satrustegi (Ibaizabal, 2003).
- Hilerriko mamuak. Aitor Arana (Ibaizabal, 2004).
- Ur-jauzien negarra. Makome Inongo-Vi (Desclee de Brower, 2005)
- Elurrezko pilotak. Antton Kazabon (Aizkorri, 2006).
- Aingeru. Aitor Arana (Ibaizabal, 2006)
- Oinutsik jauregian. Yolanda Arrieta (Ibaizabal, 2007).
- Zanbuluko sonanbuloa. Antton Kazabon (Aizkorri, 2007).
- Jostailu zahar, jostailu berri. Karlos Santisteban (Desclee de Brower, 2007)
- Zorionak!. Yolanda Arrieta (Iurreta Eleizateko Udala, 2008).
- Zazpi pertsonaia istorio bila. Yolanda Arrieta (Aizkorri, 2008).
- Mutiko deabrua. Aitor Arana (Ibaizabal, 2009)
- Agur ama. Yolanda Arrieta (Ibaizabal, 2009).
- Tita tirita. Ana Urkiza (Ibaizabal, 2009).
- Aio pelaio. Antton Kazabon (Desclee de Brower, 2009).
- Ongi etorri!. Yolanda Arrieta (Galdakaoko Udala, 2009).
- Errepidea. Miren Agur Meabe (Erein, 2010).
- Tarzan eta pantera emakumea. Felipe Juaristi (Aizkorri, 2010).
- Mendien misterioak. Txomin Ugalde (Felix Ugalde, 2010).
- Bidegorriko festa. Ana Urkiza (Erein, 2010).
- Jolas-Molas: jolasean aritzeko poematxoak eta kantuak, Itziar Zubizarreta (Galtzagorri Elkartea, 2011)
- Amaren urteak. Yolanda Arrieta (Aizkorri, 2011).
- Hamaiketan igerilekuan. Antton Kazabon (Txalaparta, 2011).
- Elur antzara. Paulo Gallico, (Hamaika Books, 2012).
- Tigreen hizkera. Antton Kazabon (Aizkorri, 2013).
- Oihaneko epailea. Jesus Mari Olaizola (Elkar, 2013).
- Elefante bat hegan. Patxi Zubizarreta (Elkar, 2015).
- Nik ere nahiko nuke mango bat. Miren Juaristi (Denonartean, 2015).
- Euskal mitologia haurrei kontatua. Bakarne Atxukarro (Txalaparta, 2015)
- Nemo kapitainaren azken bidaia (Erein, 2017)[6][7]

## Exposiciones
- 2011 — “Exposición colectiva: Ilustradores guipuzcoanos en la literatura infantil y juvenil., Casa de Cultura Okendo , del 10 de febrero al 26 de marzo de 2011, San Sebastián.[8] Artistas participantes: Maite Gurrutxaga, Antton Dueso, Antton Olariaga, Concetta Probanza, Elena Odriozola, Iban Barrenetxea, Iñaki Martiarena, Lorena Martínez, Jokin Mitxelena, Patxi Peláez